# كيس صوتي

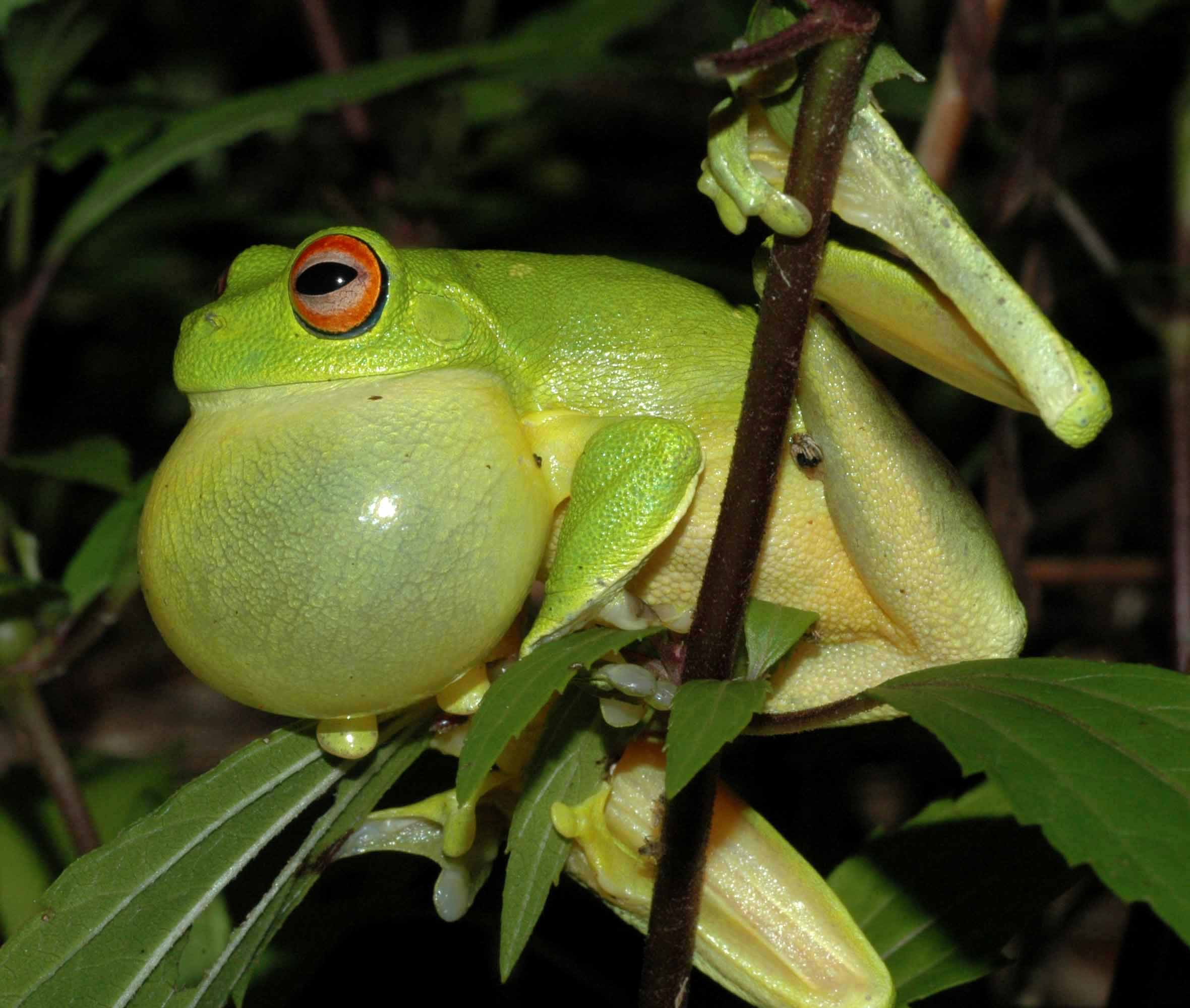
الكيس صوتي كما يًبدو مُنتفخاً.

الكيس الصوتي هو غِشاء جلّدي مرن عند الكثير من أنواع الضفادع الذكور. ينتفخ الكيس الصوّتي بشدة أثناء عملية المُناجاة مُصدراً نقيقاً أعلى من الضفادع التي ليس لها كيس صوتي، وهذا الانتفاخ يكون بمثابة التضخّم الشبيه بالورم الذي ينتفخ كالبالون. وهو أيضاً دعوة لإعلان التزاوج عند الضفادع. في بعض أنواع الضفادع يتواجد الكيس الصوتي على جانبيّ الرأس والبعض الآخر فقط يتواجد أسفل منطقة الحلق.